# 宇都宮義綱
宇都宮 義綱（うつのみや よしつな、慶長3年（1598年） - 寛文4年4月2日（1664年4月27日））は、安土桃山時代から江戸時代前期にかけての武士。宇都宮国綱の嫡男。母は佐竹義重の養女（佐竹義久の娘）。弥三郎。子に宇都宮隆綱、板倉重大（板倉勝重三男）室。

## 生涯
下野国の大名であった父の国綱は、豊臣秀吉の命により突如改易され備前国の宇喜多秀家預かりとなった。その後、秀吉から「朝鮮での戦功次第では再興を許す」との言を受け、宇都宮氏を再興すべく慶長の役にも参陣したが、秀吉の死により再興はかなわなかった。諸国を流浪の末に江戸浅草の石浜で病死した。
義綱は、成人したのちの寛永年間に召しだされ、水戸藩家臣となり、高家格百人扶持を賜った。家督は隆綱が継ぎ、1,000石を賜り、子孫は明治維新まで水戸藩に仕えた。